# Saissac (hrad)
Hrad Saissac je starobylý hrad, který je součástí sítě „Aude pays cathare“ (Katarská země Aude) a dnes je v ruinách. Jeho zbytky se tyčí na katastru francouzské obce Saissac ve francouzském departementu Aude v metropolitním regionu Okcitanie. Byl sídlem mocné rodiny Saissaců, vazalů rodu Trencavelů.

## Poloha
Hrad se nachází na skalnatém výběžku na jižním konci vesnice Saissac severozápadně od města Carcassonne. Hrad se tyčí na skalnatém výběžku nad roklí Vernassonne, což mu zajišťuje strategickou polohu na vstupu do pohoří Montagne Noire.

## Historie

### Středověk
Hrad Saissac se poprvé objevuje v písemných pramenech v roce 960, kdy jej biskup z Toulouse odkázal hraběti z Carcassonne. V 11. století byl hrad propůjčen mocným vazalům v zemi. Jednalo se pravděpodobně o mladší větev hrabat z Foix, která od té doby tvořila rod Saissaců. Je třeba poznamenat, že pod současným hradem se nachází opevněná vesnice - castrum, která pravděpodobně pochází z 11. století, ale její původ může sahat až do vizigótské doby.
V 11. století se práva na panství Saissac dělila mezi dvě rodiny, Hugues a Jourdain, muselo místo chránit několik hradů, které byly (ve srovnání se současným hradem) skromných rozměrů a měly podobu obdélníkových věží. Jedna budova v srdci hradního komplexu se od ostatních staveb výrazně odlišuje svou velikostí a polohou (je vyvýšená nad všemi ostatními, na roca castri); další budova nalézající se mimo městský systém, pod jižní kurtinou současného hradu, se zdá potvrzovat předchozí hypotézu: každá rodina měla svůj hrad.
Pán Bertrand de Saissac údajně přijal katarskou víru, jak uvádějí zdroje inkvizice, která ho více než čtyřicet let po jeho smrti odsoudila za kacířství. Stejně tak katolická historiografie 19. století proměnila tuto historickou postavu v symbol katarského kacířství a vzpurného jihu. S jistotou lze říci, že Bertrand de Saissac byl poručníkem Raymonda-Rogera Trencavela. Během křížové výpravy proti albigenským v roce 1209 potkal rodinu Saissaců stejný osud jako jejich svěřence a byli zbaveni majetku. Bouchard de Marly, velitel křižáků, dobyl hrad a jeho majetek. Po roce 1234 Lambert de Thurey, další společník Simona IV. z Montfortu, získal hrad Saissac do svého majetku.
Na konci 13. století se hrad a panství stalo majetkem rodiny Lévis, nových pánů Mirepoix, a v letech 1331 až 1412 byl ve vlastnictví rodiny L'Isle-Jourdain. V 15. století bylo baronství v držení rodiny de Caraman. Do roku 1565 se střídali další majitelé (bohatí Bernuyové, rodina de Clermont-Lodève).

### Moderní doba
V letech 1568 a 1580 protestantské jednotky zničily vesnici, ale nedokázaly proniknout do nedobytného hradu. Od roku 1715 byl hrad v držení rodu Luynes, který však v pevnosti nebydlel.

### Současnost
V polovině 18. století byl hrad neobývaný a již zchátralý. Během revoluce sloužil jako lom na kámen. Kvůli svému romantickému vzhledu byl v roce 1862 dokonce poničen hledači pokladů. V roce 1920 jej koupil Henri Dupuy-Mazuel, filmař a spisovatel. Po jeho smrti v roce 1994 jeho dědicové darovali hrad radnici v Saissacu.
Od roku 1995 obec Saissac provádí restaurátorské práce. V letech 2004 až 2006 byly dvě místnosti v hlavní budově (Aldonce, postavené v 16. století) přestavěny ve stylu 16. století (zejména s krovem ve tvaru lodního trupu). V těchto sálech se dnes nachází malé muzeum s informacemi o starých mincích, zejména o „pokladu“ nalezeném v Saissacu (2 000 denárů z 13. století, nalezených v roce 1979 při stavebních pracích).
Zřícenina hradu byla dne 17. února 1926 zapsána na seznam historických památek francouzského ministerstva kultury.

## Popis

Plán zříceniny hradu: 1 – první terasa; 2 – druhá terasa; 3 – třetí terasa; 4 – most; 5 – příkop; 6 – strážní věž; 7 – severní obytná část; 8 – latríny; 9 – severovýchodní věž; 10 – hradní věž; 11 – schodiště; 12 – velká východní obytná část; 13 – opěrné pilíře; 14 – přístupová rampa; 15 – západní brána; 16 – kasárna; 17 – jihozápadní věž; 18 – jihovýchodní věž.

Hrad je postaven na třech sousedících terasách na skalnatém výběžku. Je z velké části postaven z břidlice, ale na některých místech (např. římsách) je použita také žula.
K hradu se vstupuje ze strany vesnice. Padací most a příkop byly zasypány a nyní se vstupuje přímo na první terasu. Na východní straně je vidět most se dvěma oblouky. Most pokračuje hrubší zdí, na které je zřetelně vidět průrva ve zdivu, která vymezuje místo padacího mostu. Na východě se nachází hlavní budova, zatímco na západě zděnou zeď lemují dvě kulaté strážní věže. Uprostřed terasy se tyčí zbytky polygonální věže vysoké asi 20 m.
Východní přístupová rampa ústí na druhou terasu, na které se také nachází velká hlavní budova (v níž bylo zřízeno muzeum). Na třetí terase se mimo jiné nacházejí kasematy. Jižní zeď rámují dvě kruhové věže.
Hrad prošel v průběhu staletí několika přestavbami. První z nich proběhla po křížové výpravě, kolem roku 1300: hrad byl přestavěn s pomocí královských inženýrů. Hradní věž, čtvercové věže a kurtiny pocházejí z této doby.
Druhá přestavba proběhla v 16. století: rodina Bernuyů hrad učinila „pohodlnějším“ (zejména zavedením velkých renesančních oken s příčkami). Ale náboženské války přinesly také nové změny: použití střelných zbraní vedlo k výstavbě dělostřeleckých stanovišť. Kruhové věže, centrální obytná část a strážní věže pocházejí také z této doby.

## Prohlídka
Vstup do hradu je zpoplatněn. Přístup je možný přes městskou budovu postavenou na úbočí skalnatého výběžku, na kterém je hrad postaven, vedle kostela.

## Galerie

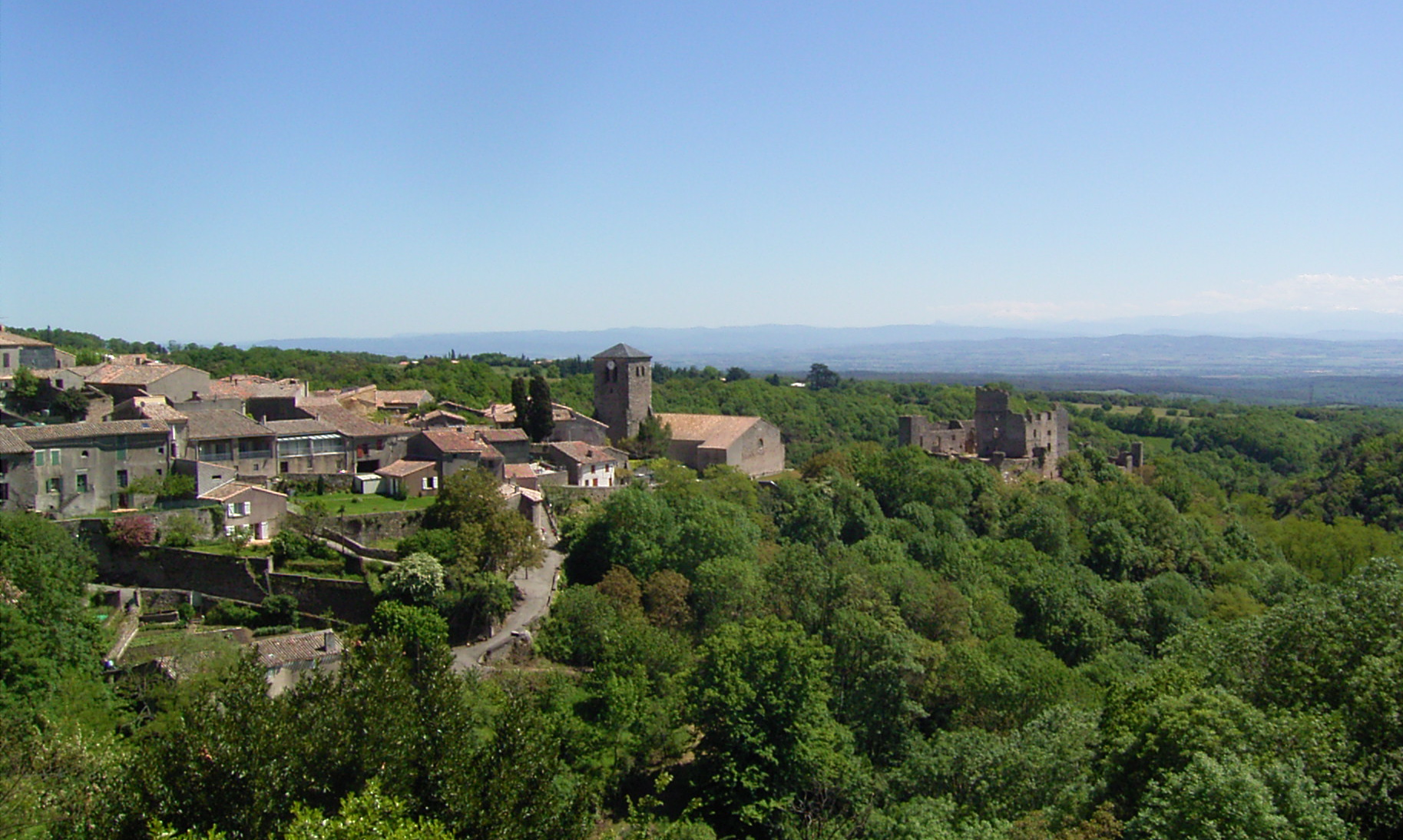
Hrad se nachází na skalnatém výběžku na jižním konci vesnice Saissac.
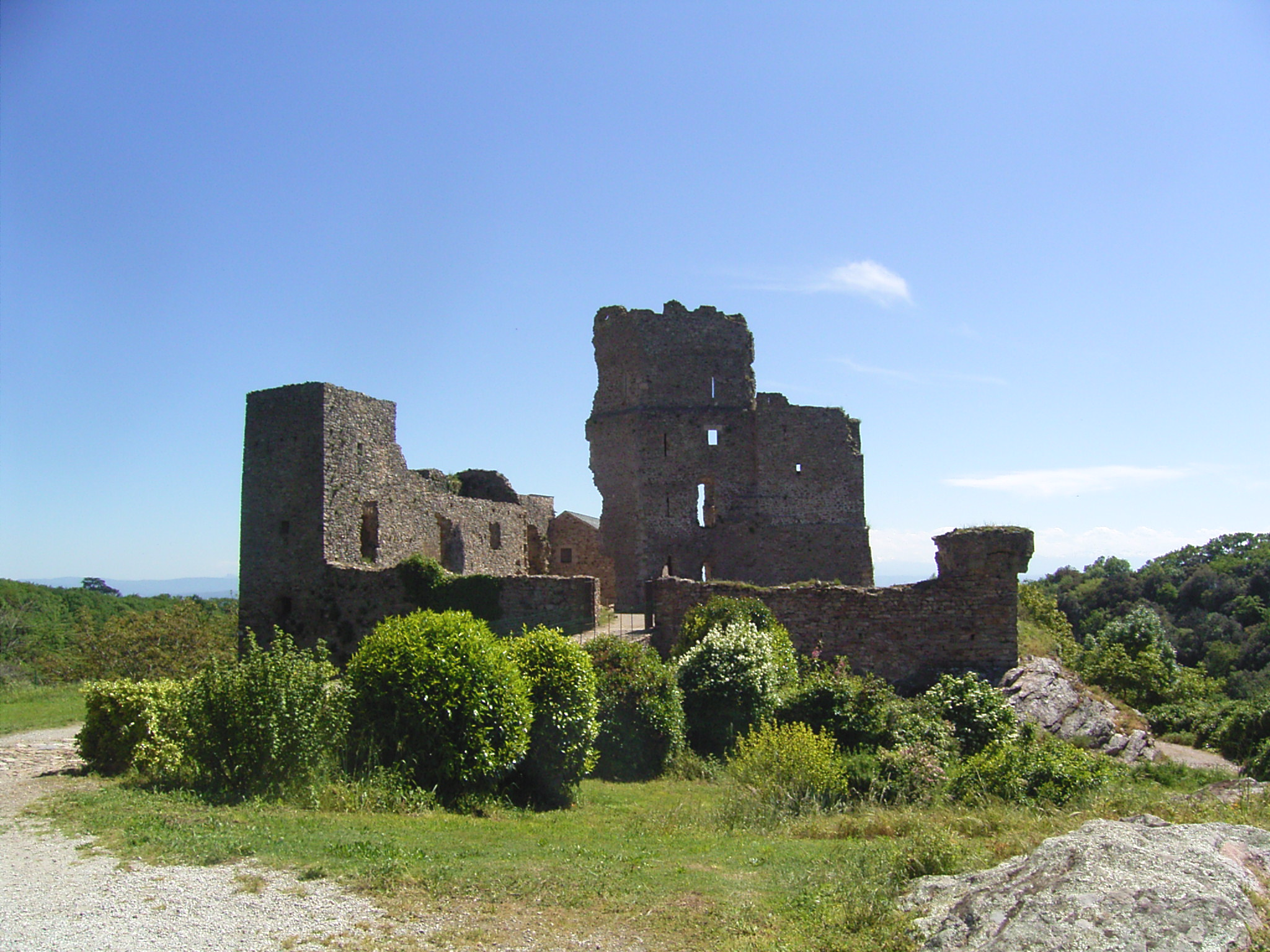
vstup do hradu
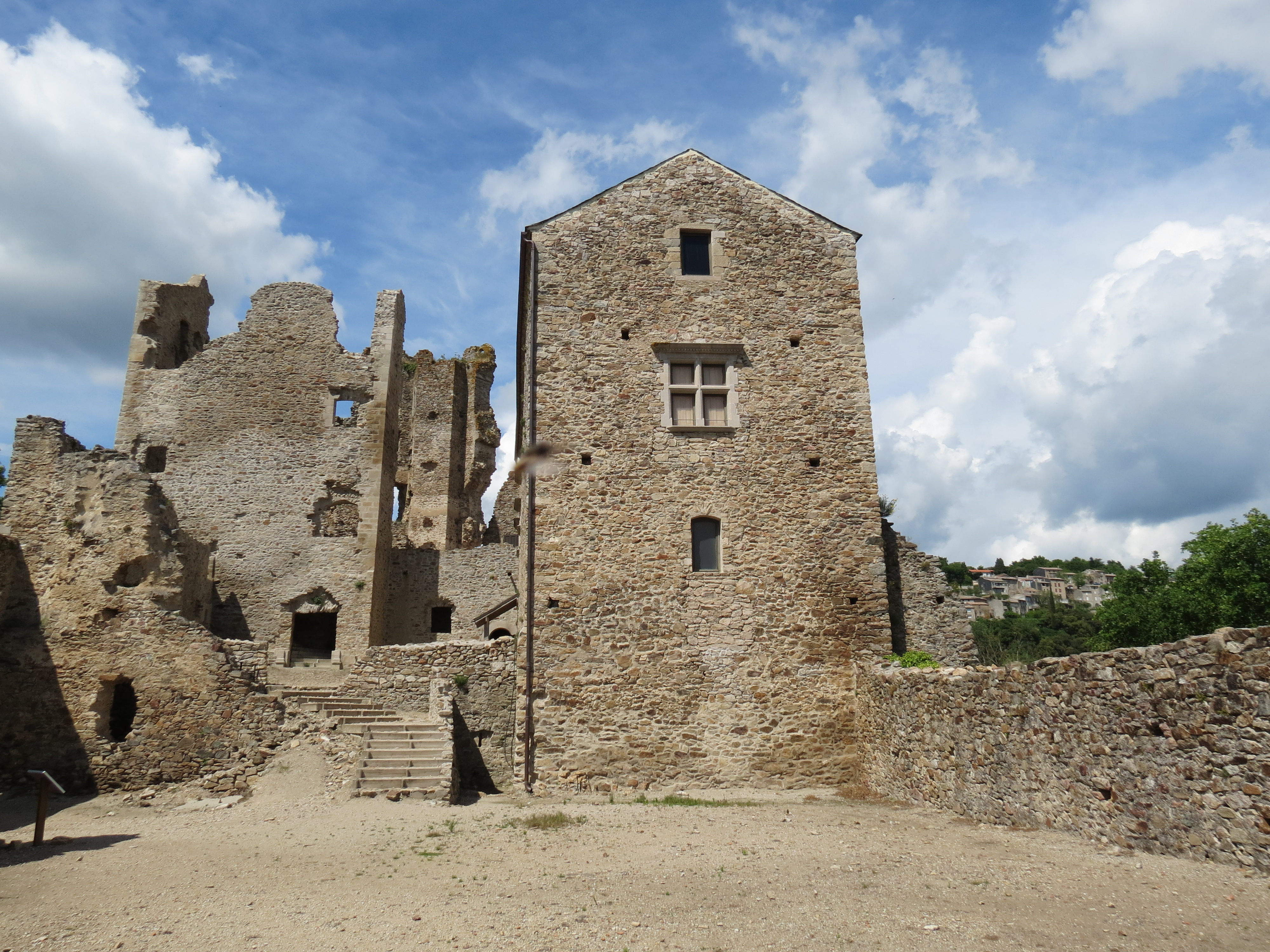
pohled na hrad a budovu muzea z jižní terasy
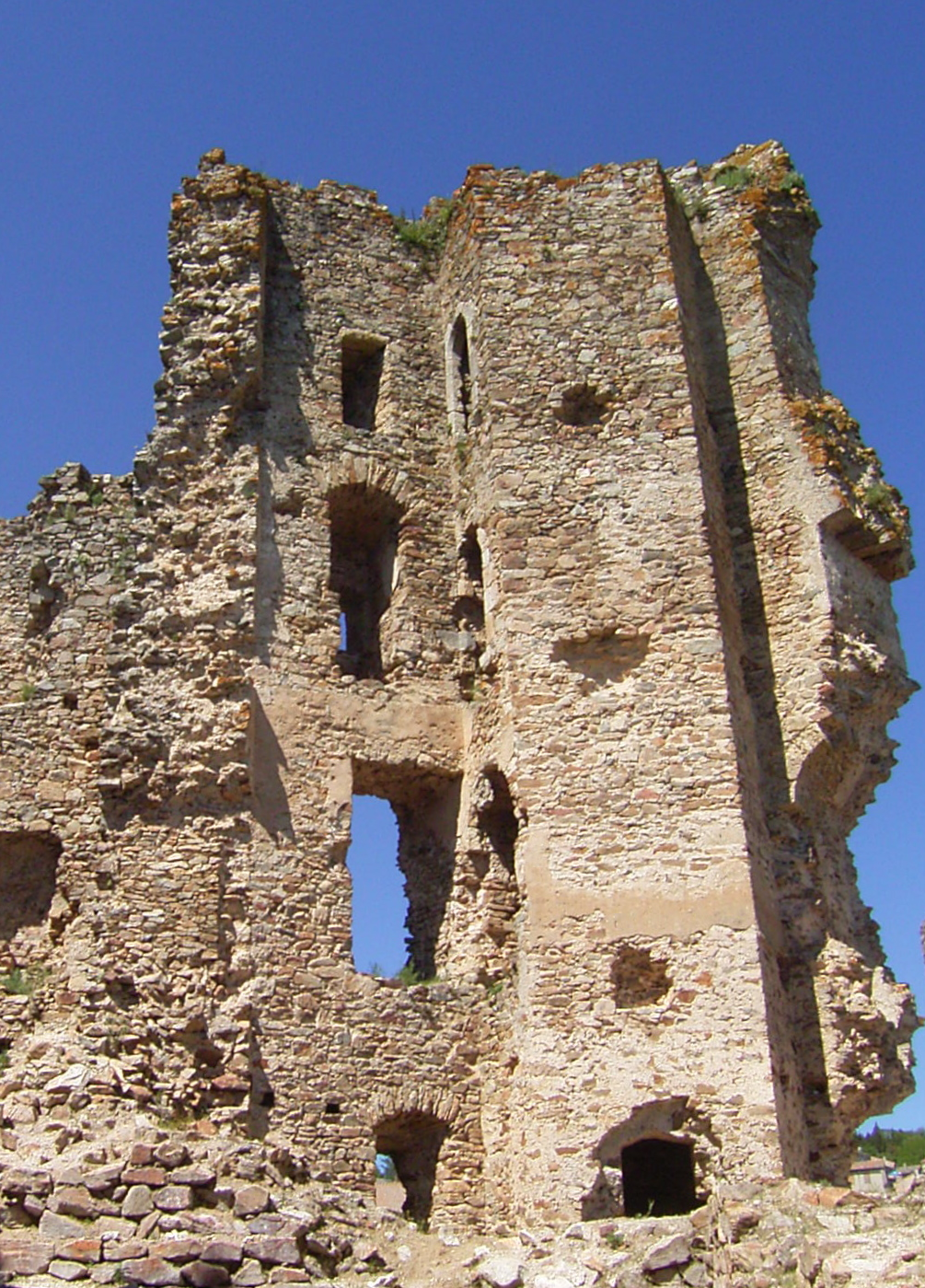
Pohled na jižní stěnu první terasy.
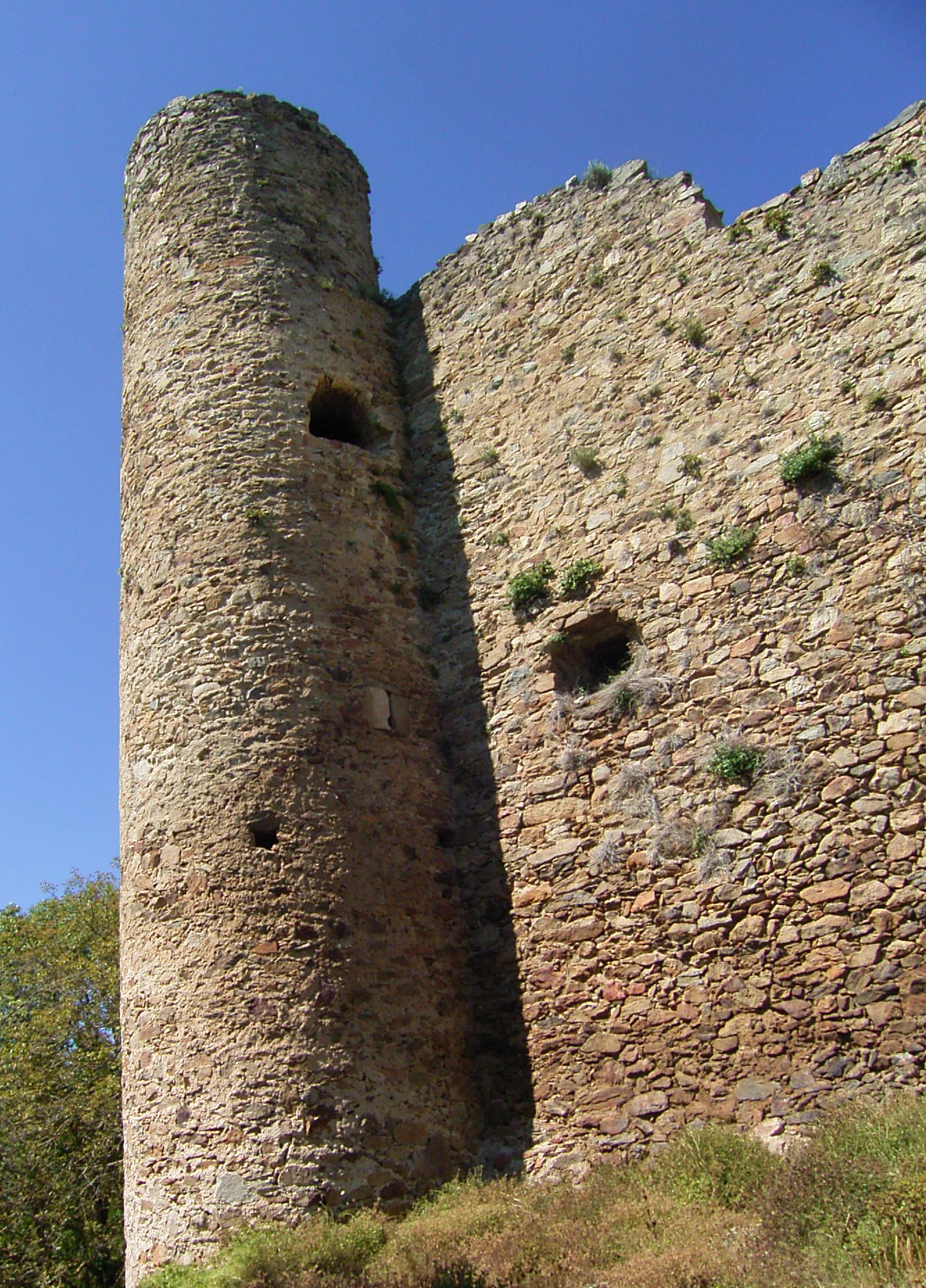
Jihozápadní věž hradu.
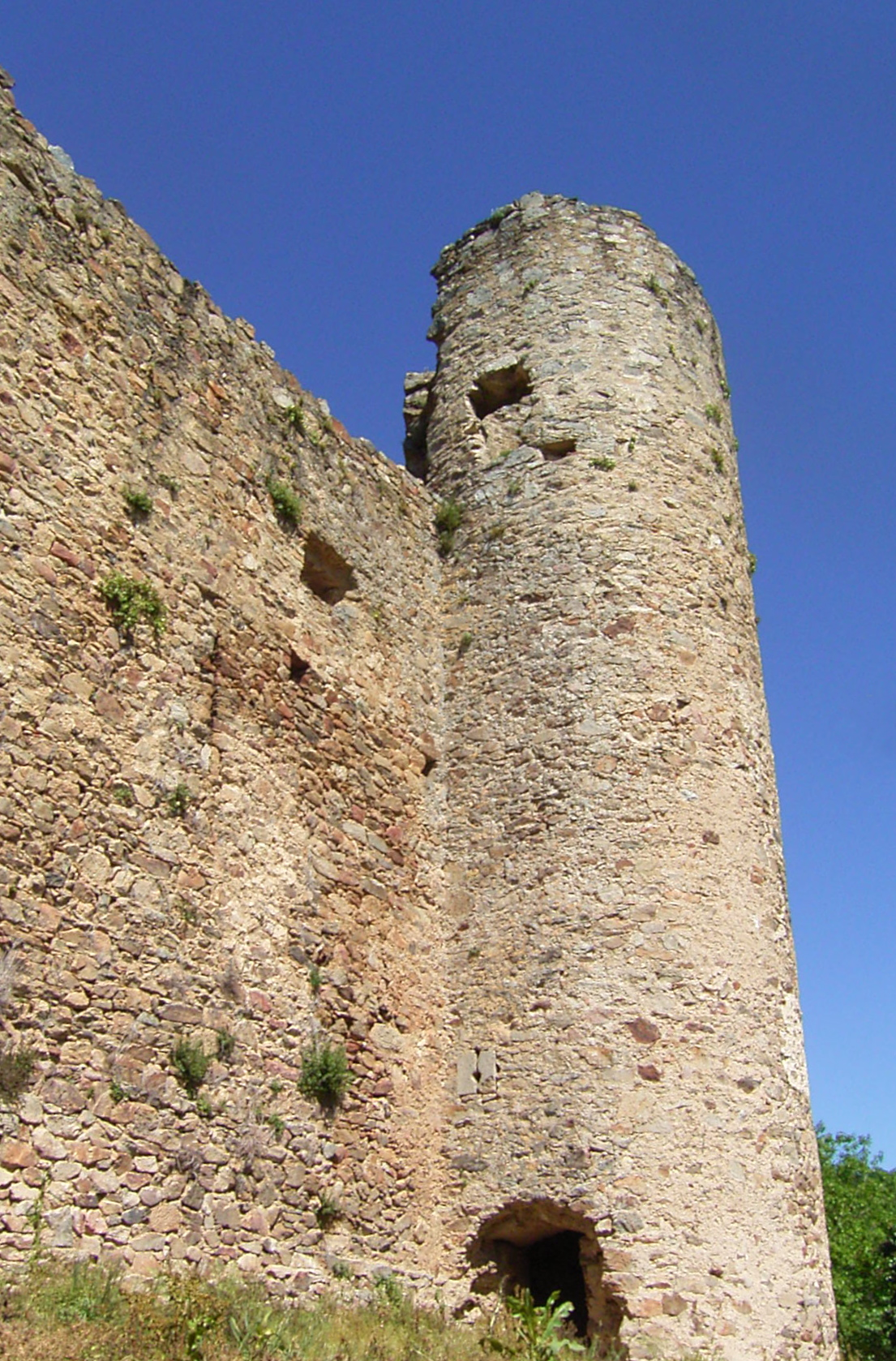
Jihovýchodní věž hradu.
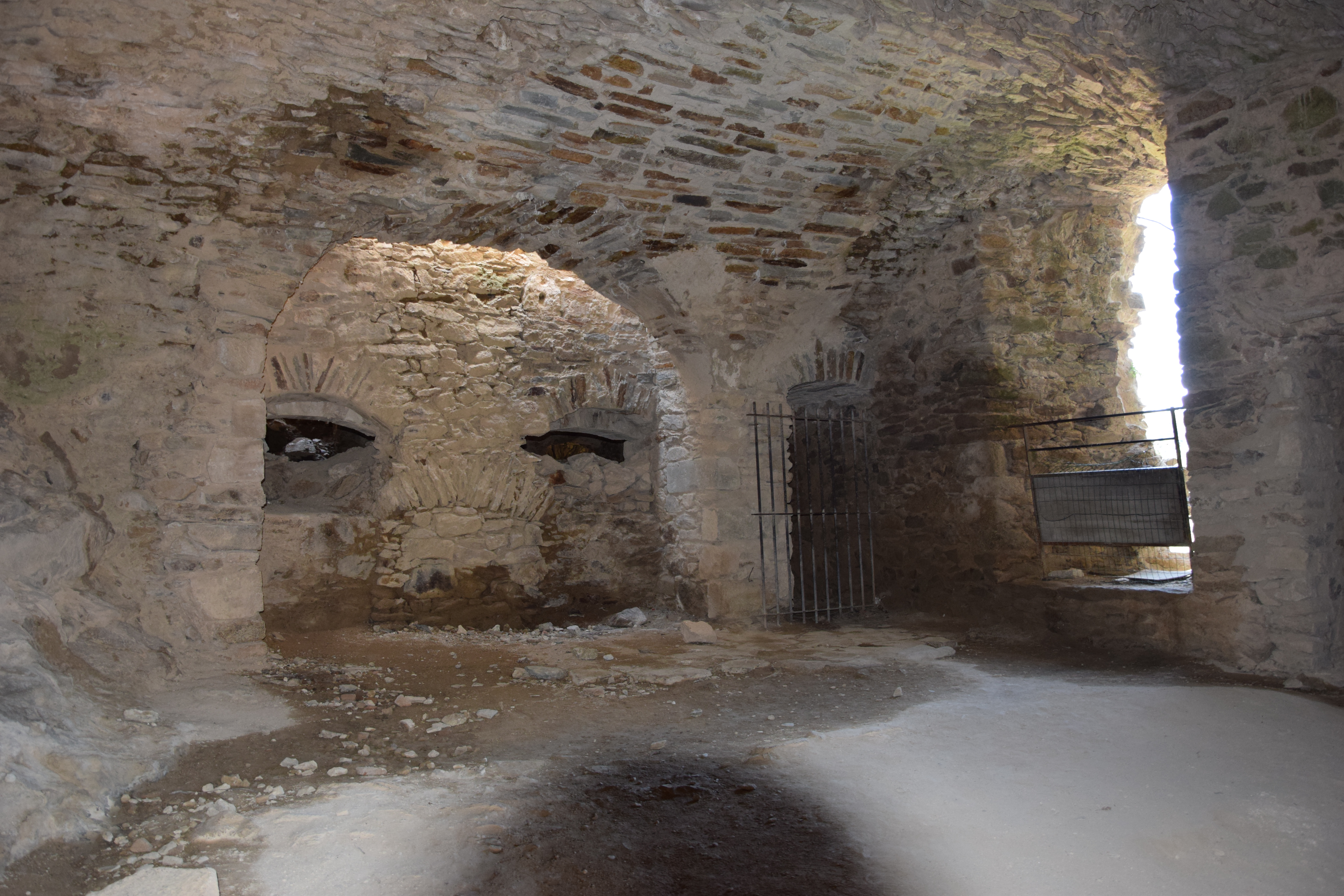
kasematy hradu
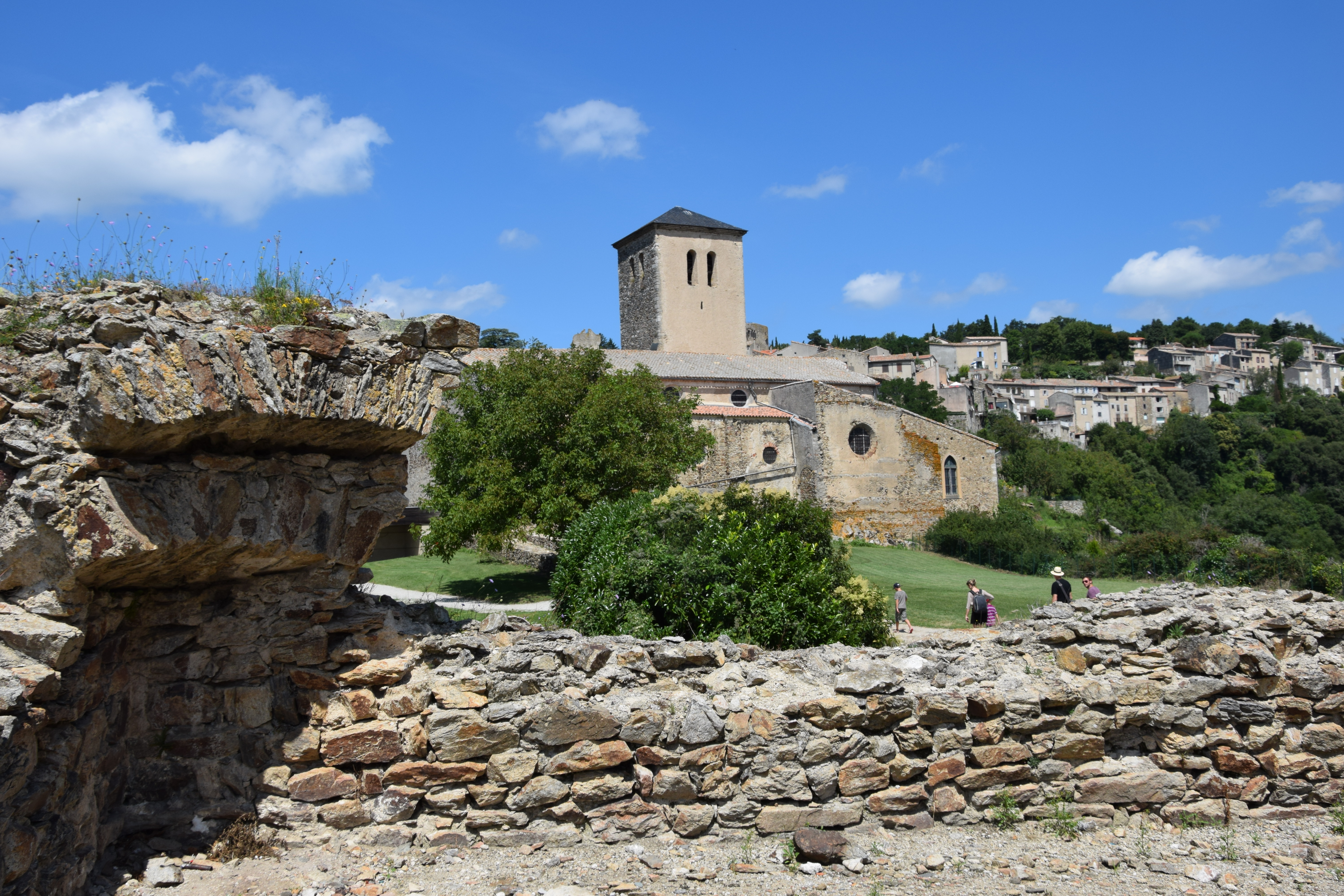
pohled z hradu na vesnici a kostel